# Nichifor al II-lea al Constantinopolului
Nichifor al II-lea (în greacă Νικηφόρος Β΄, transliterat: Nikiphoros 2; n. mileniul II – d. 25 iulie 1261) a fost un cleric ortodox bizantin, care a îndeplinit funcția de patriarh ecumenic al Constantinopolului de la mijlocul anului 1260 până la începutul anului 1261, fiind în exil în Imperiul de la Niceea.

## Biografie
Era originar probabil din regiunea Pamfilia, după cum o dovedește porecla sa. A aparținut cercului clerului învățat, dovadă fiind menționarea lui de către Georgios Akropolites și Nikephoros Blemmidus. A devenit celebru deja ca arhidiacon al Palatului Imperial de la Niceea pe vremea împăratului Ioan al III-lea (1221–1254). În 1241 și 1242 a fost considerat unul dintre candidații probabili la tronul de patriarh după moartea lui Metodie al II-lea, dar împăratul a respins candidatura lui Nichifor pentru că nu a putut să-l controleze. A fost ales în schimb mitropolit al Efesului în jurul anului 1243. În 1254 a fost din nou unul dintre candidați la tronul patriarhal, împreună cu Nikephoros Blemmidus, dar împăratul Teodor al II-lea Laskaris (1254–1258) i-a respins candidatura din cauza lăcomiei excesive.
A fost ales patriarh la mijlocul anului 1260 de un sinod întrunit la Gallipoli, după ce împăratul Mihail al VIII-lea (1259–1261) l-a alungat din capitală în februarie-martie 1260 pe patriarhul Arsenie. A fost înscăunat în catedrala din Lampsacus. Episcopii din Sardes și Tesalonic, care îl susțineau pe fostul patriarh Arsenie, s-au opus alegerii lui Nichifor. Înlăturarea lui Arsenie a dus la o scindare de scurtă durată a Bisericii Bizantine. În timpul păstoririi lui Nichifor al II-lea nu au fost înregistrate evenimente semnificative. Printr-o hotărâre sinodală a permis mitropoliților din Trebizonda și Adrianopole să aleagă și să hirotonească arhierei, care urmau să îndeplinească funcția de epitrop patriarhal. A fost plăcut de credincioși, dar a murit la începutul anului 1261, după câteva luni ca patriarh, în orașul Nymphaion, unde a fost înmormântat. O perioadă de vacanță a urmat după moartea sa, dar după Recucerirea Constantinopolului în iulie, Arsenie a fost rechemat de împăratul Mihal al VIII-lea și repus pe tronul patriarhal.